# David Wise (Freestyle-Skier)
David Wise (* 30. Juni 1990 in Reno, Nevada) ist ein US-amerikanischer Freestyle-Skier. Er startet in der Disziplin Halfpipe.

## Werdegang
Wise nimmt seit 2004 an Wettbewerben der FIS teil. Sein Weltcupdebüt hatte er in der Saison 2008/09 in Park City, welches er auf dem 12. Platz beendete. Bei den Freestyle-Skiing-Weltmeisterschaften 2009 in Inawashiro belegte er den vierten Rang. Ebenfalls in der Saison siegte er bei den Aspen/Snowmass Open in Aspen und erreichte mit dem zweiten Platz in La Plagne seinen ersten Podestplatzierung im Weltcup. In der Saison 2010/11 gewann er bei den Pipe Open Series in Northstar-at-Tahoe und errang beim Weltcup in La Plagne den zweiten und den dritten Rang. Bei den Freestyle-Skiing-Weltmeisterschaften 2011 in Park City wurde er erneut Vierter. Beim AFP World Tour Finale in Whistler erreichte er den dritten Platz und beendete damit die Saison auf dem vierten Rang in der AFP World Tour Halfpipewertung.
Zu Beginn der folgenden Saison holte Wise bei den New Zealand Winter Games in Cardrona die Bronzemedaille. Im weiteren Saisonverlauf kam er bei den New Zealand Freeski Open in Cardrona auf den zweiten Platz und bei der Winter Dew Tour in Snowbasin auf den ersten Rang. Bei den Winter-X-Games 2012 in Aspen gewann er die Goldmedaille im Superpipe-Wettbewerb. Im März 2012 holte er in Mammoth seinen ersten Weltcupsieg und erreichte damit den ersten Platz im Halfpipe-Weltcup. Im selben Monat gewann er Bronze bei den Winter-X-Games-Europe 2012 in Tignes. In der AFP World Tour Halfpipewertung kam er auf den zweiten Platz.
In der Weltcupsaison 2012/13 belegte Wise den dritten Platz in Copper Mountain und den ersten Rang in Park City. Bei den Winter-X-Games 2013 gewann er wie im Vorjahr die Goldmedaille. Im März 2013 wurde er bei den Freestyle-Skiing-Weltmeisterschaften in Oslo Weltmeister auf der Halfpipe. Im selben Monat holte er Silber bei den Winter-X-Games-Europe in Tignes. Die Saison beendete er auf dem dritten Platz im Halfpipe-Weltcup und den ersten Rang in der AFP World Tour Halfpipewertung. Zum Beginn der Saison 2013/14 siegte er bei der Winter Dew Tour in Breckenridge. Im weiteren Saisonverlauf holte er seinen dritten Weltcupsieg. Bei den Winter-X-Games 2014 in Aspen gewann er zum dritten Mal in Folge die Goldmedaille im Superpipe-Wettbewerb. Bei seiner ersten Olympiateilnahme 2014 in Sotschi wurde er erster Olympiasieger im erstmals ausgetragenen Halfpipe-Wettbewerb. Zu Beginn der Saison 2014/15 siegte Wise im Weltcup in Copper Mountain. Es folgte ein zweiter Platz in Tignes und ein dritter Rang in Park City. Die Saison beendete er auf dem sechsten Platz im Gesamtweltcup und den ersten Rang im Halfpipe-Weltcup.
In der Saison 2015/16 wurde Wise bei den Winter-X-Games 2016 Achter und bei den X-Games Oslo 2016 Vierter. Zudem siegte er bei der Winter Dew Tour in Breckenridge und belegte beim Weltcup in Mammoth den zweiten Platz. Im folgenden Jahr errang er bei den Winter-X-Games 2017 den 11. Platz und bei den Freestyle-Skiing-Weltmeisterschaften 2017 in Sierra Nevada den vierten Platz. In der Saison 2017/18 gewann er die Weltcups in Copper Mountain und Snowmass und belegte damit den achten Platz im Gesamtweltcup und den zweiten Rang im Halfpipe-Weltcup. Bei den Winter-X-Games 2018 in Aspen und den Olympischen Winterspielen 2018 in Pyeongchang holte er jeweils die Goldmedaille. In der folgenden Saison errang er mit Platz vier im Mammoth, Rang drei in Copper Mountain und Platz eins in Calgary den 18. Platz im Gesamtweltcup und den dritten Platz im Halfpipe-Weltcup. Bei den Winter-X-Games 2019 gewann er Silber und fuhr bei den Weltmeisterschaften 2019 in Park City auf den siebten Platz. Im folgenden Jahr wurde er bei den Winter-X-Games Siebter. In Peking bei den Olympischen Winterspielen 2022 wurde er Silbermedaillen-Gewinner hinter Nico Porteous.
Wise wurde 2006, 2008, 2009 und 2011 US-amerikanischer Meister auf der Halfpipe.

## Erfolge
Saison 2005/06 
- 1. Platz U.S. Meisterschaft in Killington

Saison 2007/08
- 1. Platz U.S. Meisterschaft in Park City

Saison 2008/09
- 1. Platz Aspen/Snowmass Open in Aspen
- 1. Platz U.S. Meisterschaft in Squaw Valley
- 1. Platz World Skiing Invitational in Whistler
- 2. Platz Weltcup in La Plagne

Saison 2009/10
- 2. Platz New Zealand Wintergames in Cardrona

Saison 2010/11
- 1. Platz The North Face Park and Pipe Open Series in Northstar-at-Tahoe
- 1. Platz European Freeski Open in Laax
- 1. Platz U.S. Meisterschaft in Stratton Mountain
- 2. Platz Weltcup in La Plagne
- 3. Platz Weltcup in La Plagne
- 3. Platz World Skiing Invitational in Whistler
- 3. Platz Halfpipe-Weltcup

Saison 2011/12
- 1. Platz Winter-X-Games 2012 in Aspen
- 1. Platz Winter Dew Tour in Snowbasin
- 1. Platz FIS-Weltcup und US Grand Prix in Mammoth
- 1. Platz FIS-Halfpipe-Weltcup
- 2. Platz New Zealand Freeski Open in Cardrona
- 2. Platz AFP World Tour Halfpipewertung
- 3. Platz New Zealand Wintergames in Cardrona
- 3. Platz Winter X Games Europe 2012 in Tignes

Saison 2012/13
- 1. Platz Winter-X-Games 2013 in Aspen
- 1. Platz Freestyle-Skiing-Weltmeisterschaften 2013 in Oslo
- 1. Platz FIS-Weltcup und US Grand Prix in Park City
- 1. Platz AFP World Tour Halfpipewertung
- 2. Platz Winter X Games Europe 2013 in Tignes
- 3. Platz FIS-Weltcup und US Grand Prix in Copper Mountain
- 3. Platz FIS-Halfpipe-Weltcup

Saison 2013/14
- 1. Platz Winter Dew Tour in Breckenridge
- 1. Platz Weltcup und US Grand Prix in Breckenridge
- 1. Platz Winter-X-Games 2014 in Aspen
- 1. Platz Olympische Winterspiele 2014 in Sotschi
- 3. Platz AFP World Tour Halfpipewertung

Saison 2014/15
- 1. Platz Weltcup und US Grand Prix in Copper Mountain
- 1. Platz Halfpipe-Weltcup
- 1. Platz AFP World Tour Halfpipewertung
- 2. Platz US Grand Prix in Mammoth
- 2. Platz Weltcup und SFR Freestyle Tour in Tignes
- 3. Platz Weltcup und US Grand Prix in Park City

Saison 2015/16
- 1. Platz Winter Dew Tour in Breckenridge
- 2. Platz Weltcup und US Grand Prix in Mammoth

Saison 2017/18
- 1. Platz Weltcup und US Grand Prix in Copper Mountain
- 1. Platz Weltcup und US Grand Prix in Snowmass
- 1. Platz Winter-X-Games 2018 in Aspen
- 1. Platz Olympische Winterspiele 2018 in Pyeongchang
- 2. Platz Halfpipe-Weltcup

Saison 2018/19
- 1. Platz Weltcup in Calgary
- 2. Platz Winter-X-Games 2019 in Aspen
- 3. Platz Weltcup und US Grand Prix in Copper Mountain
- 3. Platz Halfpipe-Weltcup

Saison 2019/20
- 2. Platz Weltcup und US Grand Prix in Copper Mountain